# Оганесян, Гарник Джанибекович
Гарник Джанибекович Оганесян (арм. Գառնիկ Հովհաննիսյան; 1 марта 1957 — 1995) — советский самбист, чемпион мира (1981). Мастер спорта СССР международного класса.

## Спортивные результаты
- Чемпионат СССР по самбо 1978 года — ;
- Чемпионат СССР по самбо 1980 года — .

## Образование
Окончил Армянский государственный институт физической культуры.